# Holacanthus
Holacanthus é um gênero de peixe-anjo da família Pomacanthidae que ocorrem nos Oceano Atlântico e Oceano Pacífico.

## Espécies
- Holacanthus africanus Peixe-anjo-africano, Tchintchin
- Holacanthus bermudensis Peixe-anjo-das-Bermudas, Peixe-anjo-azul
- Holacanthus ciliaris Peixe-anjo-rainha, Ciliaris, Paru-rajado
- Holacanthus clarionensis Peixe-anjo-de-Clarion
- Holacanthus limbaughi Peixe-anjo-de-Clipperton
- Holacanthus passer Peixe-anjo-rei, Peixe-anjo-passer, Passer, Peixe-bandeira-rei
- Holacanthus tricolor Peixe-anjo-tricolor, Tricolor, Peixe-soldado

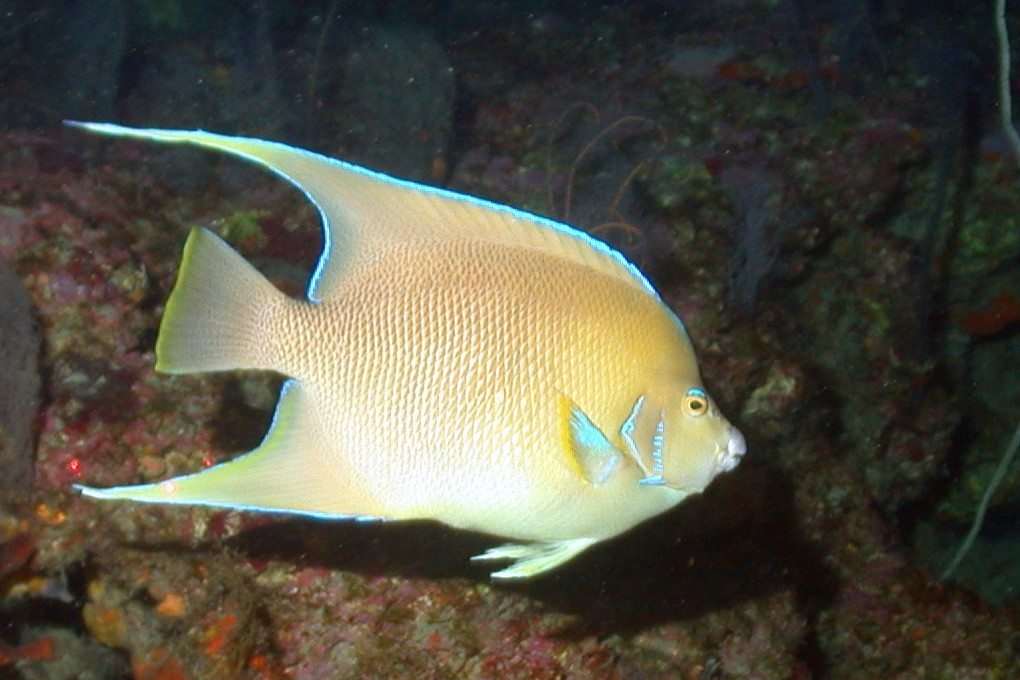
Holacanthus bermudensis
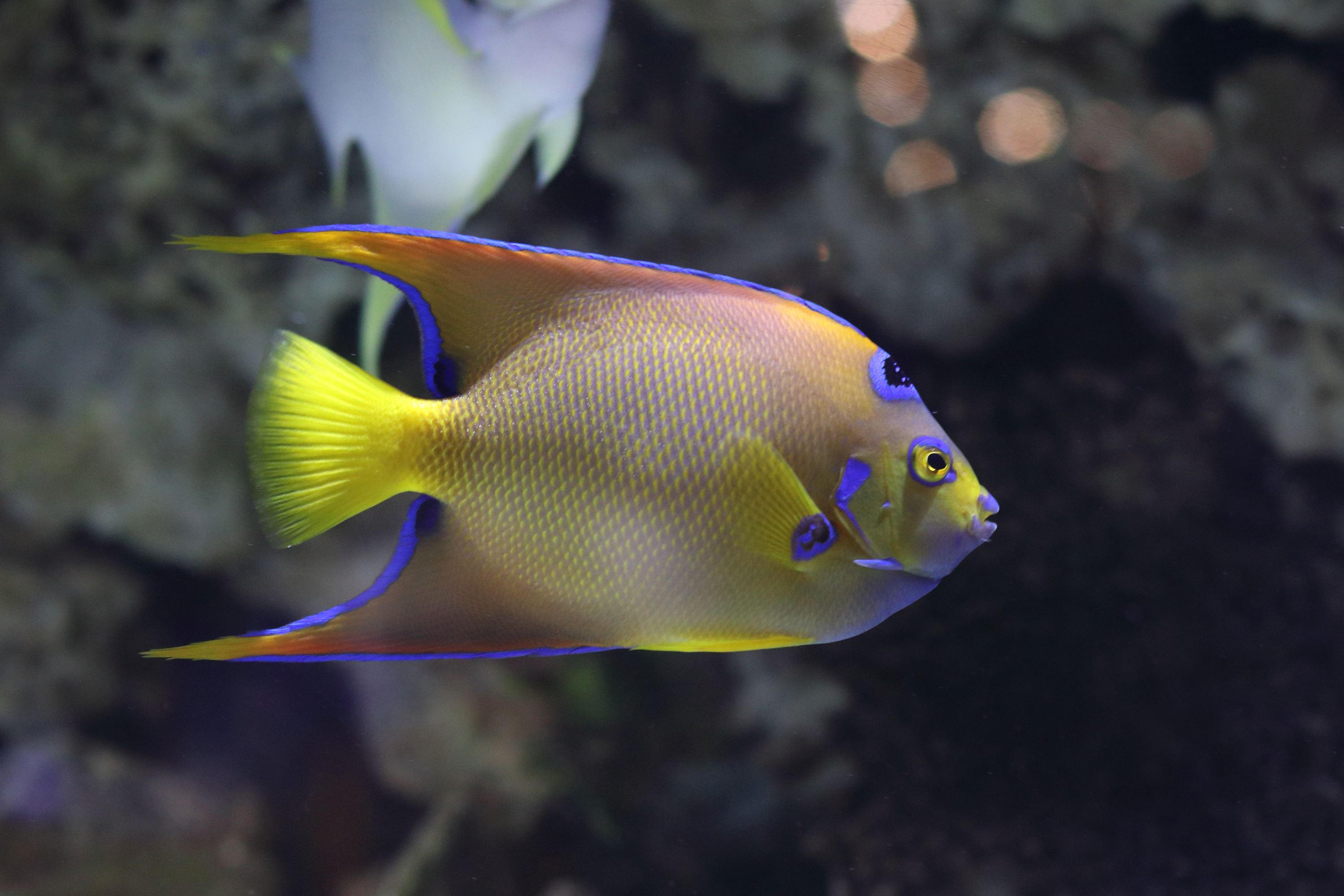
Holacanthus ciliaris
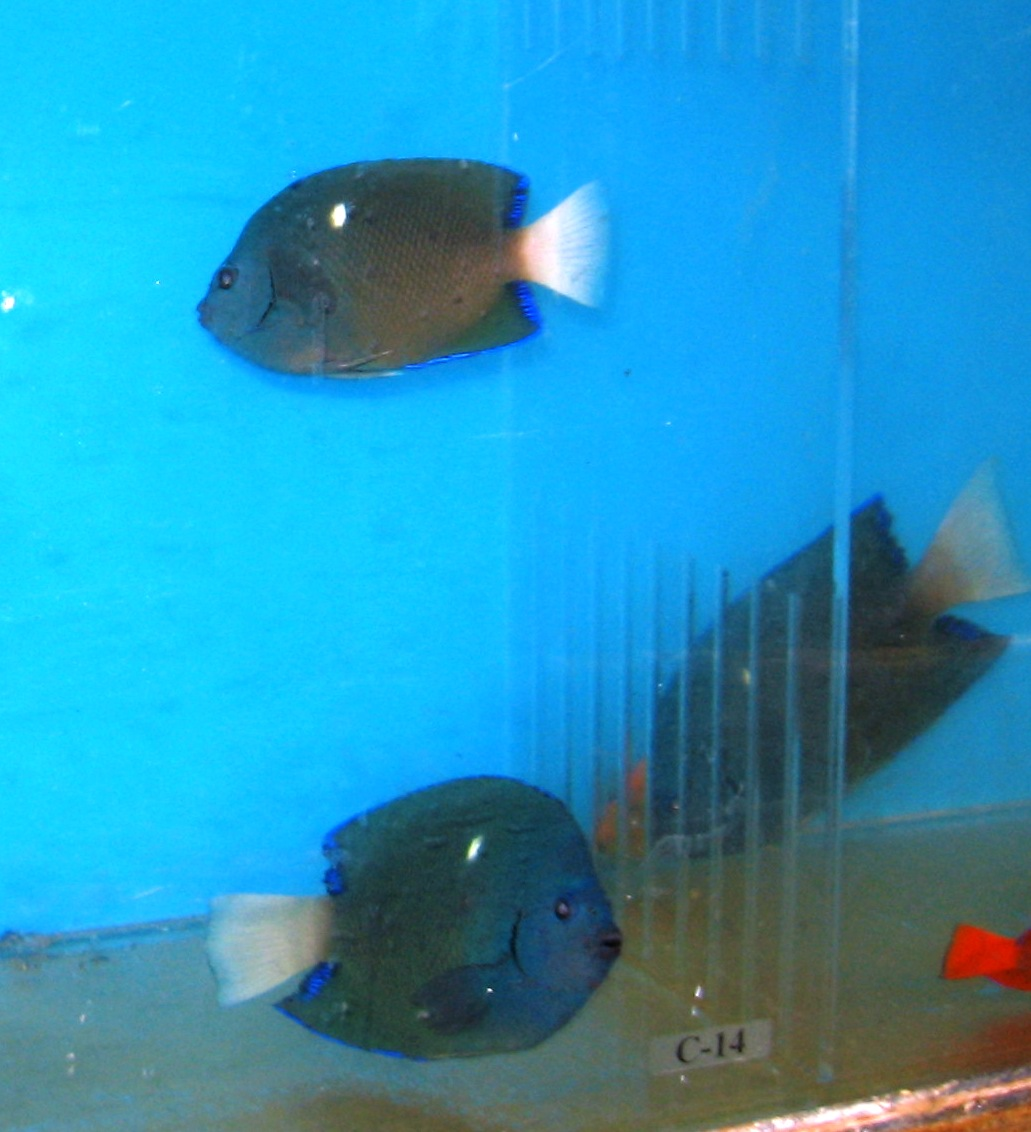
Holacanthus limbaughi
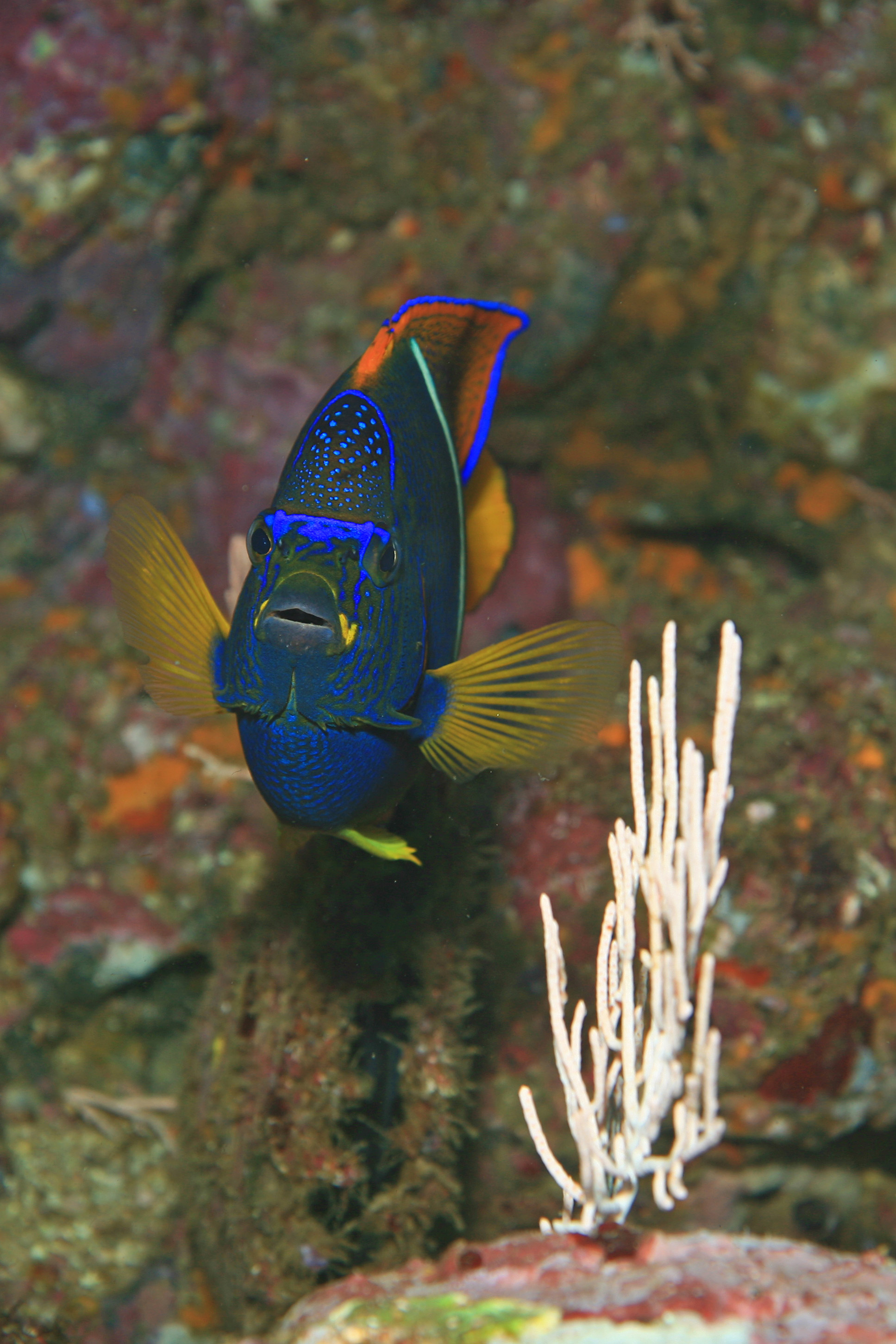
Holacanthus passer
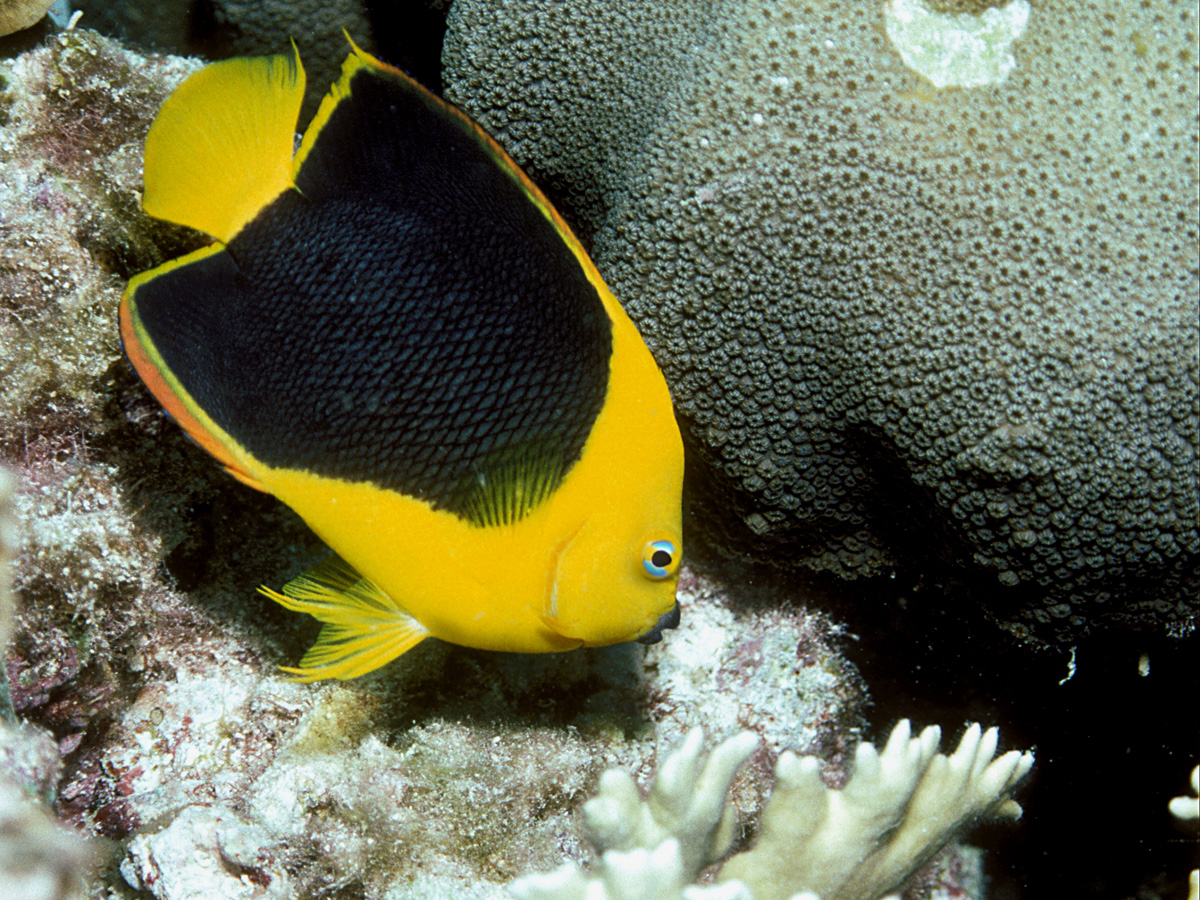
Holacanthus tricolor